# Викрадення бугая з Кулнья

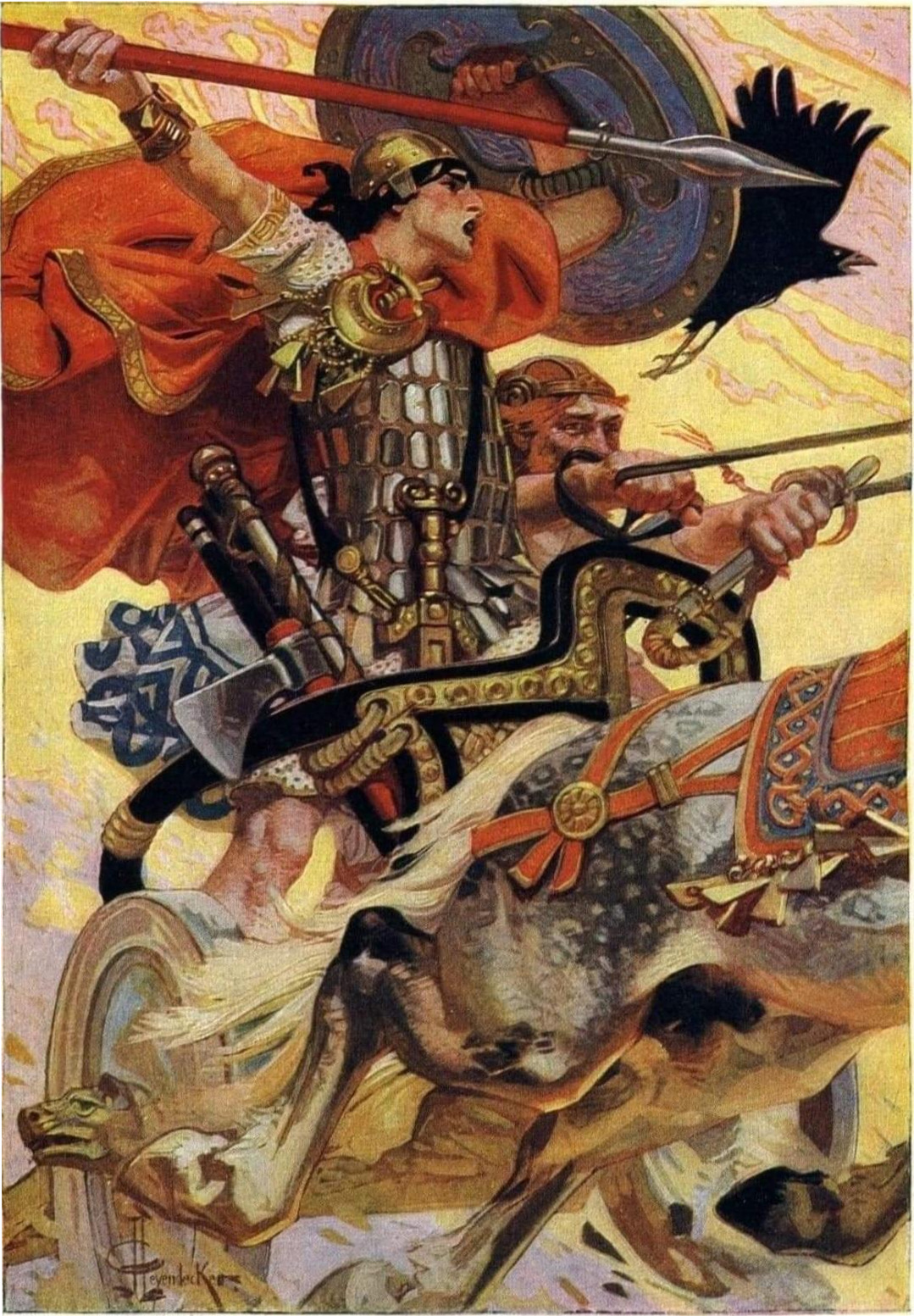
Кухулін під час поєдинку, малюнок Ролстон, Міфи та легенди кельтської раси, 1911; ілюстратор Джозеф Лейндекер

Викрадення бугая з Кулнья (ірл. Táin Bó Cúailnge ) або далі Викрадення бугая: епос ранньої ірландської літератури, яку часто називають "Ірландською Іліадою". Вона, разом з ісландськими сагами та більшістю інших творів староірландської літератури була написана в стилі прозиметр, тобто прозою з частими доповненнями віршів. В епосі розповідається про війну королівства Улад з королевою Медб(Мейв) та її чоловіком королем Айлілем з королівства Коннахт, котрі намагалися викрасти племінного бика Донна Кулнья. Армії Коннахту протистоїть тільки підліток напівбог Кухулін, так як доросла чоловіча частина уладської армії проклята богинею і не може боротися.
«Викрадення бугая...», на думку фахівців відбувається в І ст. н. е. в дохристиянський вік героїв і є центральним текстом міфів знаних як Ольстерський цикл. До наших днів дійшло три версії збережені в рукописах XII-XIV століть. Перша версія, є компіляцією текстів написаних давньоірландською мовою, друга – є більш послідовною в питанні сюжету і написана середньоірландською, третя версія – написана класичною гельською.
«Викрадення бугая» має гігантський вплив на ірландську літературу, культуру і вважається національним ірландським епосом.

## Сюжет
Перед основним текстом «Викрадення бугая» йдуть так звані remscéla, історії чиїм завданням є детальний опис: головних дійових осіб з таборів Уладу і Коннахту, прокляття, яке зробило немічними всіх воїнів Уладу, магічне походження бугаїв Донна Кулнья і Фіннебенха. Вісім remscéla вибрані перекладачам Томасом Кіншеллою, вважаються іноді частинами основного тексту, але походять з різних рукописів різного датування. Окрім цих восьми існують ще й інші історії, які вважаються за справжні remscéla, але їхній сюжет опосередковано стосується «Викрадення бугая…».
Перша версія починається з того, що Айліль і Медб збирають свою армію в Круахані, і мета цього нарощування військової сили ніяк не пояснюється. Друга версія додає пролог в якому Медб і Айліль міряються своїм багатством і виявляється, що їхні статки одинакові, а єдине що їх відрізняє це те, що у Айліля є неймовірно плідний бугай Фіннебенх. Хоч він і народився у стаді Медб, але не бажаючи знаходитись під владою жінки добровільно перейшов під владу чоловіка. Медб вирішує отримати такого ж плідного бугая Донна Кулнья з місцевості Кулнья, щоб дорівняти в багатстві своєму чоловіку. Вона успішно веде перемовини з власником бугая Дейр мак Фахна, щоб винайняти бугая на рік. Однак її посланці, будучи п'яними передають, що Медб у випадку, якщо їй не вдасться позичити бика, забере його силоміць. Угода зривається і Медб збирає армію заради захоплення Донна Кулнья. Окрім власних воїнів в її армії знаходяться також вигнанці з Уладу Фергус мак Ройх та інші союзники.
Чоловіки Уладу не можуть взятися за зброю через хворобу ces noínden (неміч дев’яти днів, хоча тривала вона кілька місяців). Окрема історія розповідає, що це прокляття богині Махи, яка прокляла всіх дорослих чоловіків Уладу, через те, що місцевий король наказав вагітній Масі брати участь в перегонах проти королівської колісниці. Єдиним, хто не потрапив під дію прокляття був сімнадцятилітній Кухулін, але замість того, щоб охороняти кордони він поїхав на гуляння, що дозволило зненацька окупувати Улад армією Медб. Кухулін разом зі своїм візницею Лаегом провадить партизанську війну проти численного ворога, а згодом використовуючи право поєдинку зупиняє всю армію Коннахту на річковій переправі. Там, впродовж кількох місяців він боровся проти чемпіонів армії Медб і перемагав їх одного за одним, що однак не стало перешкодою для королеви і їй все-таки вдалося викрасти бугая.
В боротьбу Кухуліна втручаються також і надприродні сили, Туата де Дананн, або народ богині Дану. Так перед одним з боїв Кухуліна відвідує богиня війни Морріган. Постаючи в образі прекрасної молодої діви вона пропонує свою любов, але герой відкидає її пропозицію. Після відмови вона викриває перед ним свою істинну особистість і погрожує втрутитися у його наступну битву. Морріган всіляко заважає йому, спочатку у вигляді вугра, який обвивається навколо його ніг, згодом вовка, який лякає худобу на переправі, і врешті у вигляді телиці, яка очолює переляканих корів при спробі втечі. Але Кухулін ранить кожну з личин богині перешкоджаючи їй. Після того, як герой переміг свого опонента перед ним постала богиня у вигляді старої покаліченої жінки, яка доїть корову з трьома сосками. Вона пропонує йому тричі напитися молока з кожного соска окремо. Після кожної порції герой дякує і благословляє стару, внаслідок чого зникає одна з завданих богині ран. Після того, як Кухулін втретє подякував за молоко всі рани на тілі старої загоюються і Морріган постає перед героєм в справжній формі. Після тієї сутички герой і богиня стають дуже близькими, Кухулін признається, що  він не відштовхнув би приязні Морріган, якби знав хто перед ним насправді.
Після чергового виснажливого бою Кухуліна відвідує ще одне божество, Луг, який за однією з версій є батьком героя. Луг присипляє Кухуліна на три дні під час яких лікує його від ран. Під час сну місце героя на переправі займає корпус молодих воїнів Уладу, але всіх їх вбивають під час сутички. Після пробудження Кухулін зазнає неймовірних «спотворень» (ríastrad), він перетворюється на монстра, який б'ється проти всіх не розбираючи де друг, а де ворог. Перебуваючи в стані берсерка Кухулін вривається в табір Коннахту і мститься за молодих уладців вбиваючи вшестеро більше ворогів ніж було юнаків.
Після цього інциденту дуелі один на один відновлюються, хоч в деяких випадках Медб розриває угоду, відправляючи в один бій  навіть кількох воїнів. Коли проти нього виходить названий батько Фергус мак Ройх, Кухулін погоджується поступитись йому цього разу за умови, якщо наступного разу поступиться Фергус. Врешті Медб хитрістю і підступом змушує стати до двобою молочного брата і найкращого друга Кухуліна  Фердіада, пропонуючи взамін свою дочку Фіннабар і навіть власні, «дружні стегна». Кухулін не бажаючи смерті свого друга всіляко відмовляє його від дуелі. Але всі вмовляння марні. Поєдинок триває три дні і закінчується перемогою Кухуліна, який зумів перемогти тільки завдяки своєму легендарному спису Гае Больга. Рани після поєдинку були настільки сильні, що Кухулін не міг продовжувати боротьбу і був відправлений на лікування до цілителів клану.
Сила повертається до ослаблених уладців і вони починають ставати до зброї, спочатку по одному, а згодом все більше і більше. Король Конхобар мак Несса проголошує, що хоч небо поміняється з землею місцями, але він поверне кожну корову Улада до свого стійла, а кожну жінку до свого дому. Після чого починається вирішальна битва цієї війни.
В той час коли Кухулін видужує від ран, Фергус перемагає Конхобара, але Кормак Конд Лонгас, кровний син Конхобара і прийомний син Фергуса перешкоджає останньому. Будучи розлюченим Кормак стинає своїм мечем вершини трьох пагорбів. Рани Кухуліна затягуються і він вступає в битву проти Фергуса. Під час битви Фегрус дотримує свого слова, поступається Кухуліну в двобої і відтягує свої сили з поля бою. Інші союзники Коннахту панікують і змушують Медб відступити. Кухулін застає Мебд під час того, коли вона справляє малу потребу. Королева благає героя не вбивати її і він не тільки зберігає їй життя, а й охороняє відступ.
Попри поразку Медб вдається захопити Донна Кулнья і привести його в Коннахт, де він сходиться в смертельному поєдинку і перемагає  Фіннбенха, бика Айліля нанизуючи його на свої роги. Смертельно поранений Донн Кулнья блукає по Ірландії скидаючи по дорозі зі своїх рогів рештки тіла суперника створюючи таким чином топоніми. Повернувшись додому бик помирає від ран і виснаження.

## Текст

### Усні традиції
«Викрадення бугая...» має свої коріння в усних переказах і тільки в середні віки був записаний на папері. Так як це було з ісландськими сагами.
Романас Булатов вважає, що «Викрадення бугая...» було написано в абатстві Бангор між 630-670 роками н.е,, проте є свідчення, що цикл має значно старішу історію, ще задовго до цієї дати. Так в поемі Conailla Medb michuru  (Медб укладає незаконні угоди), записана Лукретом мок Хіяра і датована 600 роком н.е., розповідається про вигнання Фергуса мак Ройха до Медб і Айліля. Згідно з словами поета дана поема записана з sen-eolas (старі знання), тобто першоджерело є ще давнішим. Є ще дві поеми з VII століття, в яких можна зустріти натяки на елементи з Уладського циклу. В Verba Scáthaige (Слова Шатах) богиня і войовниця Шатах пророкує битву Кухуліна на броді. Ro-mbáe laithi rordu rind (Чудовий день для змагань з метання спису), авторство якого приписують самому Кухуліну і відносять до інциденту в одному з розділів «Викрадення бугая…», а саме Подвиги Отроків.
Різні версії епосу збиралися з усних переказів впродовж століть від часу написання найдавніших розповідей аж до ХХ століття. Останнім був шотландський збирач фольклору Калум Маклеан, який записав версію «Викрадення бугая…»з переказу Ангуса Бін МакЛеллана, селянина і барда-шинхейда (seanchaidh) з Саут Істу на Зовнішніх Гебридських островах. Переклад цієї праці англійською був опублікований в 1959 році.

### Рукописи
Попри те, що перший збережений до наших днів рукопис походить з XII століттям, існують версії, що перший запис «Викрадення бугая...» був датований ще VIII століттям, але не зберігся до наших днів.
Викрадння бугая з Кулнья збереглося в трьох варіантах. Перший варіант міститься частково в Lebor na hUidre (Книга корови Дан), рукописі кінця XI - початку XII століття, написаного в монастирі Клонмакнойс, а частково в Leabhar Buidhe Leacáin (Жовтій Книзі Лекана) рукописі з XIV століття. Ці два джерела перегукуються і завдяки доповненню вдалося відновити весь текст «Викрадення бугая». Тобто ця версія є поєднанням двох і більше писаних джерел, які зв’язали в одну завдяки уривкам, що повторювалися або посилалися на «інші версії» у тексті. Багато епізодів є чудовими прикладами написаними характерною, лаконічною формою староірландської літератури в той час як інші просто є стислим переказом, що робить твір досить розчленованим і не зв’язаним чіткою сюжетною лінією. Частини цієї версії можуть бути датовані восьмим століттям, а деякі віршовані уривки можуть мати ще давніше походження.
Друга версія знайдена в рукописі XII століття, відомому як Lebor Laignech (Книга Ленстера). Цю працю вважають синкретичним твором, зібраним одним писарем, з різних зовнішніх джерел і доведених до одного стилістичного вигляду. Окрім "Книги корови Дан" писар використав інші невідомі джерела, які не повторювалися в пізніше написаній "Жовтій книзі Лекана". Хоч твір тепер був сюжетно цілісним, проте модернізація староірландської в більш пишномовний стиль зробило другу версію позбавленою шарму та лаконічності, як це було в першій версії твору.
Ця версія закінчується нотаткою, (колофоном) латинською мовою в якій говориться: «Але я, той хто написав цю історію, а точніше цю байку, не довіряю різним інцидентам, пов’язаним із нею. Бо одні речі в ній - це обмани демонів, інші поетичні фігури; одні ймовірні, інші малоймовірні; а треті призначені для задоволення потреб нерозумних людей»
Неповна третя версія відома нам з уривків написаних в XII столітті.

## Remscéla
Окрім основної історії «Викрадення бугая..» існує цілий ряд побічних історій знаних як  remscéla. Ймовірно деякі з них були складені незалежно від основного тексту і тільки пізніше під час записування в рукописи їх поєднали разом. В них ідеться про основних дійових осіб епосу, або речі які дозволяють краще розуміти події в основному творі. Вирізняють:
•    De Faillsigud Tána Bó Cuailnge (Як було знайдено Викрадення бугая з Кулнья) розповідає про те, як історія була загублена і знову віднайдена.
•    Táin Bó Regamon  (Викрадення худоби Регамона)
•    Táin Bó Fraích (Викрадення худоби Фроха) Фрох мак Ідат – історія розповідає про воїна з армії Коннахта, який був вбитий Кухуліном;
•    Táin Bó Dartada (Викрадення худоби Дартада)
•    Táin Bó Flidhais (Викрадення худоби Фіндаса) досить пізній сюжет, який опирається на давніші матеріали.
•    Echtrae Nerai (Пригоди Нери).
•    Aislinge Oengusa (Сон Онгуса) Онгус мак Інд Ок, син Дагади. Він не бере участі в подіях «Викрадення бугая..», але ця історія розповірає про те, як Онгусу приснилася жінка з іншого світу Кер Ібормейт. Завдяки Медб і Ейлілю йому вдалося відшукати її, саме тому він на знак подяки допомагає їм у викраданні худоби.
•    Compert Con Culainn (Зачаття Кухуліна).
•    De Chophur in Dá Mucado (Суперечка двох свинопасів).
•    Fochann Loingsi Fergusa meic Róig (Причина вигнання Фергуса мак Роха) зберігся тільки початок історії, який пояснює чому Фергус опинився в армії Коннахту.
•    Longas mac nUislenn (Вигнання синів Уісліу), пояснюючи, як Фергус та інші вигнанці з Уладу потрапили в армію Коннахту
•    Tochmarc Ferbe (Сватання  Ферб)
•    Ces Ulad (Неміч мужів Уладу) насправді не є одним з remscéla, але наголошує на важливості чому Маха прокляла мужів Уладу: вони змусили вагітну Маху змагатися в перегонах з королівськими кіньми. Однак основна мета історії це пояснення походження топоніму Емайн-Маха.

## Культурний вплив
За мотивами епосу були написані книги: «Червона гілка» Моргана Лівеліна  «Тайн» Джорджа Фроста  «Приз у Грі» Джо Волтон  «Кухулін з Муйрхемне» Ізабелли Августи Грегорі  Музичні твори натхнені «Викраденням бугая з Кулнья»  Історія надихнула створення концептуального альбому The Táin (1973) ірландської кельтік-рок групи  Horslips.  Композиція Террі Райлі Chanting the Light of Foresight є програмним зображення епосу на замовлення Rova Saxophone Quartet.  В гурту The Pogues є пісня «The Sick Bed of Cuchulainn», яка ввійшла до альбому Rum, Sodomy and the Lash.  The Decemberists в 2003 реалізували мініальбом The Tain. Мініальбом складався з однієї пісні тривалістю 18хвилин 35 секунд, яку розбили на 5 треків на вокалі якої був Колін Мелой.  Інструментальний саундтрек до фільму «Святі з нетрів»  називається The Blood of Cúchulainn.  Балет The Táin режисерства Джоан Деніс Моріарті і Алойза Флейшмана, був поставлений в Дубліні 6 жовтня 1981.  Ірландська кельтік-метал група Cruachan, має пісню "The Brown Bull of Cooley" з альбому The Morrigan's Call.